# Poker Jim Butte Fire Lookout
Le Poker Jim Butte Fire Lookout est une tour de guet du comté de Rosebud, dans le Montana, aux États-Unis. Situé à 1 318 mètres d'altitude au sein de la forêt nationale de Custer, il a été construit en 1955 en remplacement d'une précédente installation datée de 1937. Il est inscrit au Registre national des lieux historiques depuis le 1er septembre 2022.